# 沃灵福德 (康涅狄格州)
沃灵福德（英語：Wallingford）是美国康涅狄格州纽黑文县的一个镇，面积103.3平方公里。根据美国2000年人口普查，共有43,026人，其中白人占94.77%、亚裔美国人占1.75%、非裔美国人占1.02%。

## 画廊

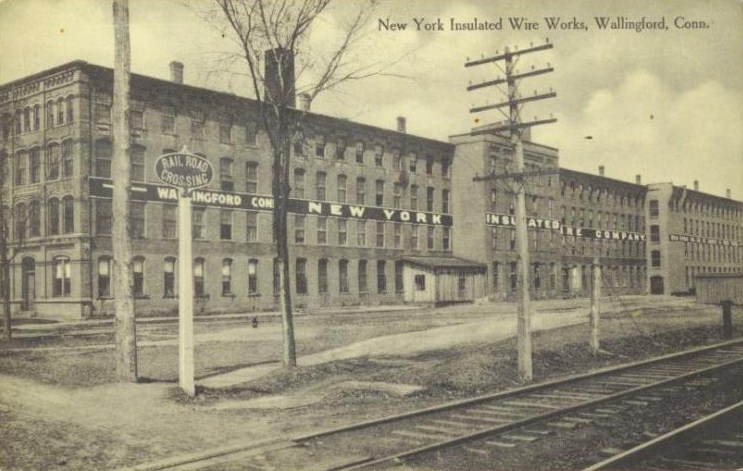
纽约绝缘电线公司，1910年
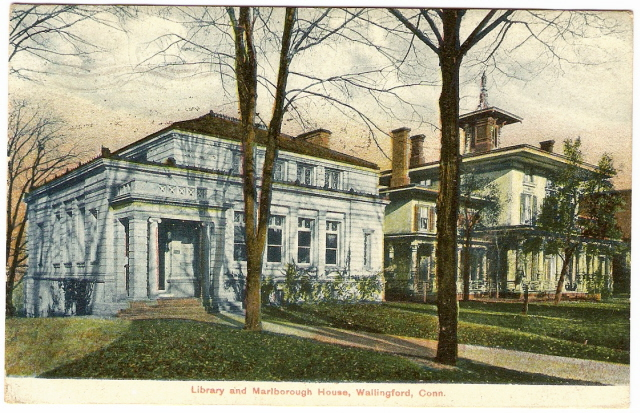
图书馆和马尔堡之家，1909年
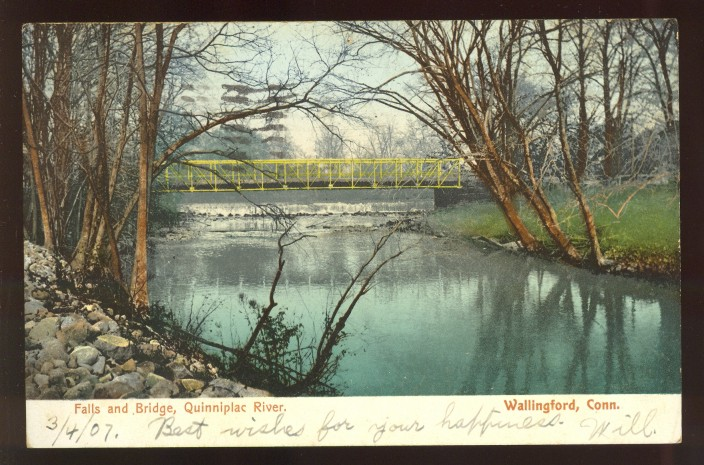
位于昆尼皮亚克河的桥和瀑布1907年